# Hipersòmnia
La hipersòmnia és un trastorn caracteritzat per un excés de somnolència, que afecta entre un 4 i un 6 per cent de la població general.
Hi ha dues categories principals d'hipersòmnia, que tenen els mateixos símptomes, però difereixen en la freqüència amb què ocorren: la hipersòmnia primària, també anomenada hipersòmnia idiopàtica, que és una afecció habitualment crònica, incapacitant i polimórfica, i la hipersòmnia recurrent, també anomenada hipersòmnia recurrent primària.

## Símptomes
Aquells que pateixen d'hipersòmnia tenen episodis recurrents de somnolència diürna excessiva, que és diferent de la sensació de cansament a causa de la manca o interrupció del son a la nit. Es veuen obligats a prendre una migdiada en diverses ocasions durant el dia, sovint en moments inadequats, com en el treball, durant un dinar, o en la conversa. Aquestes migdiades durant el dia en general no proporcionen alleugeriment dels símptomes.
Els pacients amb hipersòmnia també experimenten sovint son prolongada durant la nit i tenen dificultat per despertar-se del llarg son, així com sensació de desorientació en fer-ho. Altres símptomes poden incloure ansietat, augment de la irritació, disminució de l'energia, inquietud, manca de concentració, confusió mental, augment de la longitud del ritme circadiari, parla lenta (bradilàlia), pèrdua de gana, breus al·lucinacions, i dificultat en la memòria. Alguns pacients perden la capacitat de funcionar en la família, l'entorn social, les activitats professionals o d'altre tipus. En general, la hipersòmnia idiopàtica és diagnosticada per primera vegada en l'adolescència o edat adulta jove. Aquests símptomes són presents en ambdós tipus d'hipersòmnia i afecten de manera significativa la qualitat de vida de les persones afectades. La hipersòmnia primària mostra aquests símptomes contínuament durant mesos o fins i tot anys. La hipersòmnia recurrent es caracteritza per períodes de repetició dels símptomes, en moltes ocasions durant tot l'any, barrejats amb períodes de son normal dels cicles de vigília. Ocasionalment, s'acompanya de disfunció autonòmica. Hi ha poca bibliografia sobre la disfunció autonòmica en la hipersòmnia idiopàtica i sobre les alteracions de la son en la síndrome de taquicàrdia ortostàtica postural. Els símptomes de disfunció autonòmica són comuns en la hipersòmnia primària, incloent la taquicàrdia en repòs i la intolerància ortostàtica. Això fa fàcil passar per alt les comorbiditats de la simptomatologia autonòmica en la hipersòmnia idiopàtica i de la somnolència diürna excessiva en la taquicàrdia ortostàtica postural, fet que dificulta l'elecció del tractament per aquestes dues afeccions. La síndrome de Kleine-Levin, encara que és molt rara, és la més coneguda forma d'hipersòmnia recurrent. Les seves manifestacions principals són episodis d'hipersòmnia d'inici subagut, deteriorament cognitiu i percepció alterada, amb recuperació completa durant el període interepisòdic. En alguns casos, hiperfàgia i hipersexualitat. Ara per ara, no té un tractament farmacològic segur i eficaç. Les persones amb aquesta síndrome solen dormir fins a 18 hores al dia i no obstant això no se senten descansades en despertar.

## Causes
La hipersòmnia pot ser causada per una lesió cerebral traumàtica, un trastorn bipolar, la depressió clínica, la síndrome de Prader–Willi, la demència amb cossos de Lewy, la urèmia i la fibromiàlgia. Rarament, apareix en casos de malaltia de Whipple o forma part de la síndrome post-COVID. La hipersòmnia també pot ser un símptoma d'altres trastorns del son, com la narcolèpsia, l'apnea del son, la síndrome de cames inquietes i el trastorn del moviment d'extremitats periòdic. També pot passar com un efecte secundari de certs fàrmacs (per exemple, alguns psicofàrmacs per a la depressió, ansietat o trastorn bipolar), de la retirada d'alguns medicaments, de la síndrome X fràgil o de l'abús de drogues, de tabac o d'alcohol. La predisposició genètica en pot ser un factor coadjuvant.
Les persones que tenen sobrepès o obesitat, patrons de son alterats per un trastorn per dèficit d'atenció amb hiperactivitat i les que sofreixen la síndrome de Pickwick (també anomenada síndrome d'hipoventilació per obesitat), poden ser més propenses a la hipersòmnia. Encara que els estudis han demostrat una correlació entre la falta de son i l'augment de pes, el dormir al nivell d'un hipersomníac també pot conduir a un augment de pes considerable. Això és perquè en dormir en excés disminueix el consum d'energia metabòlica, i fa la pèrdua de pes més difícil. També és el cas que els trastorns del son d'aquesta naturalesa provoquen o iniciar l'augment de pes a causa de la tendència a tractar de manejar els nivells de baixa energia per menjar carbohidrats no complexos.
Una altra possible causa és la mononucleosi infecciosa. S'han descrit diversos casos d'hipersòmnia que sorgeixen immediatament després d'aquesta infecció. També pot ser una conseqüència de la síndrome de Tourette i altres malalties neurològiques que es manifesten amb tics, de la deficiència congènita de l'enzim sepiapterina reductasa, del trastorn afectiu estacional o del bruxisme en nens i adolescents.
Nou persones amb somnolència diürna excessiva i prolongada del son nocturn, van ser tractades del seu hipotiroïdisme subclínic amb levotiroxina i això va reduir significativament el temps de son i somnolència diürna.
Quan la causa de la hipersòmnia no es pot determinar, es considera que la hipersòmnia és idiopàtica. La hipersòmnia idiopàtica va ser descrita per primera vegada pel neuròleg txecoslovac Bedřich Roth (1919-1989) com una entitat nosològica en la que hi ha una somnolència greu i incapacitant, però sense els clàssics trets clínics i neurofisiològics de la narcolèpsia. El modafinil (un psicoestimulant) sol ser emprat per tractar aquesta forma d'hipersòmnia.
Harriet Tubman va patir una hipersòmnia d'origen traumàtic, juntament amb al·lucinacions hipnagògiques associades a la narcolèpsia. Les seves crisis de son es manifestaven sobtadament durant la feina o la conversa i es resolien amb gran rapidesa després de fer una curta becaina.

## Diagnòstic
Per a ser diagnosticat d'hipersòmnia, ha de mostrar símptomes durant almenys un mes i amb un impacte significatiu en la vida del pacient. Així mateix, la hipersòmnia no pot ser un efecte secundari d'un altre trastorn o de l'administració d'un medicament. La polisomnografia, l'actigrafia quantitativa i la prova de latències múltiples del son són alguns dels mètodes emprats en la diagnosi de la hipersòmnia.